# Paul Pilgrim
Pour les articles homonymes, voir Pilgrim.
Paul Henry Pilgrim (né le 26 octobre 1883 – mort le 8 janvier 1958) était un athlète américain, triple champion olympique. Il a acquis deux de ses titres lors des jeux intercalés de 1906. Son club était le New York Athletic Club.

## Biographie
Paul Pilgrim est né à New York en 1883.
En 1904, lors des Jeux olympiques qui se déroulent à Saint-Louis, il participe sans succès au 400 m et au 800 m. Il finit également sixième dans lépreuve du quatre miles par équipe, aidant ainsi le New York Athletic Club à remporter la médaille d'or.
Deux ans plus tard, lors des Jeux olympiques intercalaires de 1906, il se rend à Athènes par ses propres moyens, évitant la vague qui déferla sur le pont du navire américain à Gibraltar. La vague a blessé une demi-douzaine d'athlètes dont l'un des favoris du 400 m, Harry Hillman, champion olympique en titre.
Lors de la finale du 400 m, Pilgrim est troisième avant la ligne droite finale. Sur cette partie, il passe le Britannique Wyndham Halswelle et l'Australien Nigel Barker pour remporter la médaille d'or en 53 s 2. Sur le 800 m, il dépasse Jim Lightbody (champion olympique à Saint-Louis) dans le dernier tour et gagne de deux pieds. Ces deux dernières médailles n'apparaissent pas dans les tables publiées par le Comité international olympique, qui a rétroactivement déclassé les Jeux de 1906, ne les considérant plus comme de véritables Jeux olympiques.
En 1908, à Londres, Pilgrim participe au 400 m, mais ne réussit pas à se qualifier pour les demi-finales.
À la suite de ses victoires à Athènes, Pilgrim n'a plus jamais gagné une compétition majeure. Il a travaillé le reste de sa carrière au NYAC, où l'une de ses médailles est exposée.

## Sources
- (en) Cet article est partiellement ou en totalité issu de l’article de Wikipédia en anglais intitulé « Paul Pilgrim » (voir la liste des auteurs).
- Ressource relative au sport :   - Olympedia